# Trappistenabtei Novo Mundo
Die Trappistenabtei Novo Mundo (lat. Abbatia Beatae Mariae de Mundo Novo; port. Nossa Senhora do Novo Mundo Mosteiro Trapista) ist seit 1977 ein brasilianisches Kloster der Trappisten zuerst in Lapa, Paraná, seit 1983 in Campo do Tenente, Paraná, Erzbistum Curitiba.

## Geschichte
Die US-amerikanische Trappistenabtei Genesee (im Zusammenwirken mit der argentinischen Trappistenabtei Azul) gründete 1977 in Lapa, südwestlich Curitiba, das Kloster Nossa Senhora do Novo Mundo („Unsere Liebe Frau von der Neuen Welt“), das 1982 weiter südlich (Richtung Rio Negro) nach Campo de Tenente verlegt, 1988 zum einfachen Priorat, 2002 zum unabhängigen Priorat und 2008 zur Abtei erhoben wurde.
Obere, Prioren und Äbte:
- Francis José Dietzler (1977–1988)
- Eduardo Gowland (1988–1990)
- Felix Donahue (1990–1996)
- Bernardo Bonowitz (1996–)